# Ansar Bait al-Maqdis
Ansar Bait al-Maqdis (em árabe: أنصار بيت المقدس Anṣār Bayt al-Maqdis, "Defensores da Santa Casa"), ou Ansar Jerusalem  ("Defensores de Jerusalém") é um grupo jihadista baseado no Egito; muitos membros baseados no Sinai juraram lealdade ao Estado Islâmico do Iraque e do Levante e a maior parte do grupo tornou-se uma província do Estado Islâmico, renomeando-se Wilayat Sinai (Província do Sinai)
Ansar al-Bait Maqdis emergiu como um grupo militante extremista após a Revolução Egípcia de 2011, com as suas operações aumentando na sequência do golpe de Estado no Egito em 2013 que depôs o presidente Mohamed Morsi.
Acredita-se que seria principal grupo por trás da atividade militante no Sinai. O grupo recrutou beduínos, bem como outros egípcios e pessoas de outras nacionalidades. Dez líderes do grupo foram relatados por terem escapado do Sinai para Gaza e Mersa Matruh, no final de 2013.
Durante 2014, o grupo enviou emissários para o Estado Islâmico na Síria para buscar apoio financeiro, armas e conselhos táticos. Em 10 de novembro de 2014, muitos membros do grupo fizeram um juramento de lealdade a Abu Bakr al-Baghdadi, líder do Estado Islâmico do Iraque e do Levante. Na sequência deste compromisso, os defensores do Estado Islâmico dentro do grupo tornaram-se uma província oficial do Estado Islâmico na região.